# مسجد شهدا (باکو)
مسجد شهدا (ترکی آذربایجانی: Şəhidlər məscidi) یا مسجد ترکی مسجدی در نزدیکی بلوار شهدای شهر باکو، پایتخت جمهوری آذربایجان است. این مسجد در اوایل دهه ۱۹۹۰ میلادی با کمک دولت ترکیه ساخته شد. این مسجد هم‌اکنون به عنوان اقامتگاه رسمی وابسته مذهبی سفارت ترکیه مورد استفاده قرار می‌گیرد. بازسازی این مسجد از سال ۲۰۰۹ آغاز شده است.